# Lie

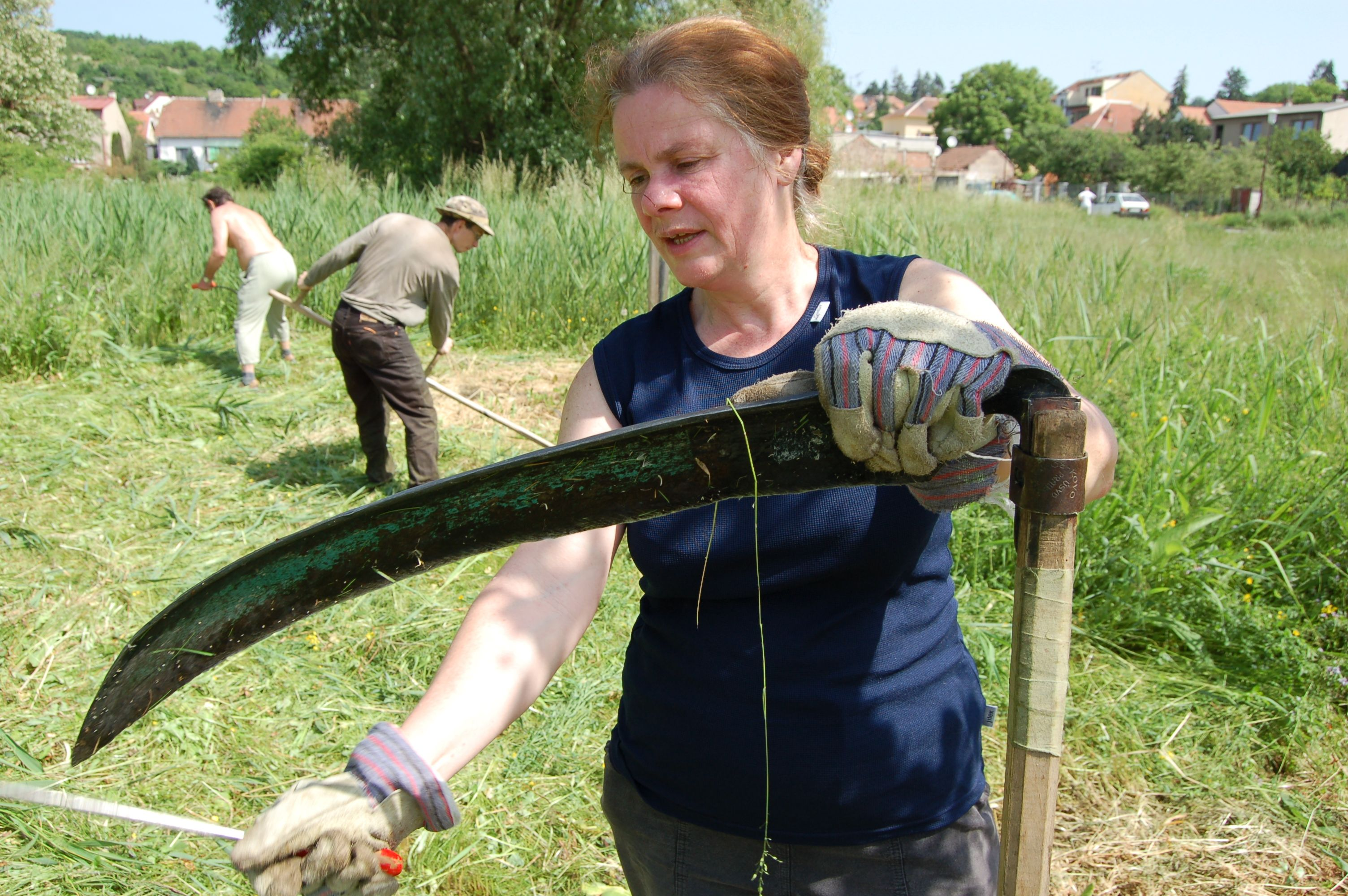
En kvinna vässar en lie med hjälp av en liesticka.

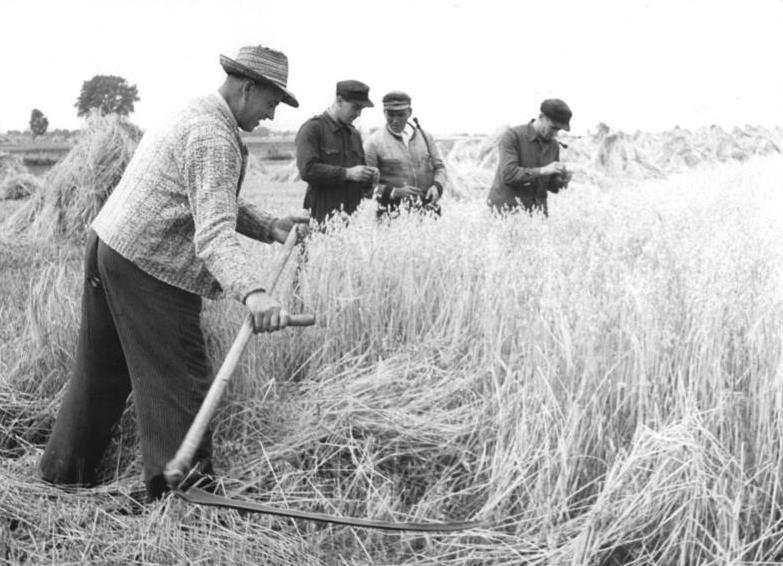
Havreskörd med lie (enkelknaggad bågböjd lie).

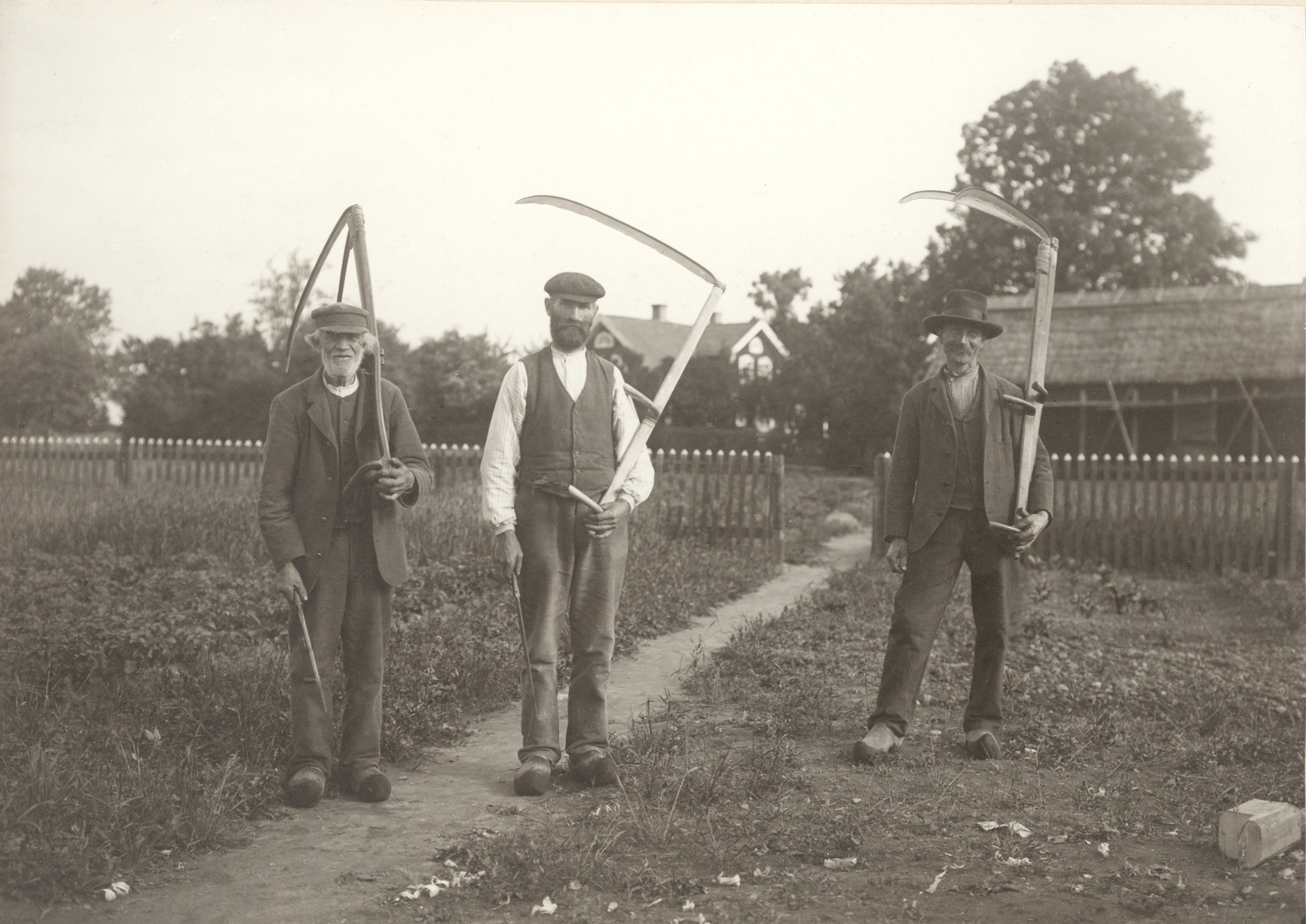
Slåtter, män med liar, Slätafly i Torsås socken 1904.

Lie är ett manuellt jordbruksredskap för slåtter av gräs och grödor, främst sädesslag som vete, havre, råg och korn men också för vall som mat till boskapen. Lien används också i modern tid för bland annat ängsslåtter, med syfte att bevara de kulturlandskap som uppkommit i spåren av det flerhundraåriga användandet som jordbruksredskap.

## Beskrivning
Lien består av ett vasst blad, liebladet (som heter Jå i Jämtland), samt ett långt träskaft som vilar mot överarmen och benämns orv. Handtagen på orvet heter knaggar. Liens blad ser lite olika ut beroende på vilken slåtter som avses bli utförd. Skålslåtter utförs med det långa bladet som har spets. Hackslåtter utförs med kort blad utan spets.
På en modern lie fästs bladet till orvet med en D-ring, som omfattar orvet och bladet samt spänns med två skruvar mot bladet. Lien för sädesskörd kunde förr i vissa trakter utrustas med utriggare (även: stråfångare, mejbåge, grind) för att efter avverkning samla upp till exempel säden i en snygg sträng. Mejbågen bestod av en krage tunna träspetor eller en båge överspänd med säckväv.

## Varianter

### Sliplie
I framförallt Norden används sliplie, där bladets stål är hårt och slipas med olika former av slipstenar och brynen. En typ av lie är kortorvslien. Den har ett kort orv och ett rakt mot orvet vinkelställt blad. Kortorvslien ersattes dock tidigt av den bågböjda lien. I Sverige förekommer två varianter av liar. Norr om fäbodgränsen förekommer främst dubbelknaggade liar, medan liarna söder om denna gräns varit enkelknaggade.
Två typer av liar används vid höslåtter. Det är dels marklagd lie vid plan mark och diklagd lie vid slåtter av diken. Skillnaden är vinklarna mellan orv och lieegg. Vinkeln på en marklagd lie är cirka 30 grader och på den diklagda cirka 5 grader. Vinkelskillnaden beror på att man skall kunna stå så rakt som möjligt när man slår med lien.
Liens viktigaste tillbehör är en slipsten. Det skall vara en stor, roterande natursten, för uppskärpning av lien. Under pauser i arbetet används ett bryne (även: sänna, brynsten), en mindre, ovalt formad tillplattad slipsten med flata kanter som man håller i ena handen. Vid bryning föreligger stor risk för skärsår i fingrarna och handen, varför handskar bör användas. För att uppnå den slutliga skarpa eggen använde man ett så kallat strykspån (även: liesticka, vispesticka), tillverkad av något hårt träslag. Senare utvecklades strykspån av trä, belagda med kvartssand eller smärgel.

### Knacklie
Utanför Norden, i resten av Europa och i Asien har man ett något mjukare stål i lien och där "knackar" man för att skärpa liarna.

## Historik
Lien utvecklades främst i mellersta och norra Europa, under den tid som betecknades romersk järnålder. I Sydeuropa, där djuren inte behövt stallas på samma sätt som längre norrut, rönte inte lien samma betydelse.
De första liarna uppkom troligen hos kelterna i Mellaneuropa under de första århundradena före Kristus. Dess exakta uppkomst är svår att fastslå på grund av den stora likheten mellan bladen på kortbladiga liar och vinkelskäror. Det rörde sig främst om kortorvsliar, med ganska korta blad och ett rakt orv utan knaggar. Redan före Kristus började den bågböjda lien att utvecklas, och under romartiden spreds den med Romarrikets gräns som ungefärlig sydgräns. På 800-talet dök den spetsvinklade lien med knaggar upp. Den kom till Norden på 1000-talet.
Lien användes ursprungligen enbart vid slåtter. Under 1500-talet började lien tas i bruk för sädesskörden och användes under 1600-talets mitt i mälarlandskapen och de skånska slättbygderna. Därifrån spred sig lien som skörderedskap först för fodersäden och senare även för brödsäden till övriga slättbygder under 1700-talet. Stråfångarna slog igenom under senare hälften av 1700-talet, men fick aldrig fäste i de områden där lien tidigast brukades för att meja säd.
Lien ersattes som huvudsakligt slåtterdon i det mekaniserat jordbruk av häst- och senare traktordragna slåttermaskiner eller självbindare. Självbindarens roll fylls idag oftast av skördetröskan.

## Symbolik
Lien har fått en symbolisk betydelse som dödens redskap, i händerna hos liemannen, personifikationen av döden som skördar människoliv.